# Le Dîner en ville
Pour les articles homonymes, voir Dîner en ville.
Le Dîner en ville est un roman de Claude Mauriac publié en 1959 aux éditions Albin Michel et ayant reçu la même année le prix Médicis.

## Éditions
- Éditions Albin Michel, 1959.
- Collection Folio no 1673, éditions Gallimard, 1985,  (ISBN 978-2070376735).